# チーター (DCコミックス)
チーター（英: Cheetah）は、DCコミックスの出版するアメリカン・コミックスに登場する架空のスーパーヴィラン。ウィリアム・モールトン・マーストンとH・G・ピーターによって創造され、1943年の"Wonder Woman #6"で初登場した。チーターの容姿をしたワンダーウーマンの宿敵。

## キャラクター

### プリシラ・リッチ
本名：プリシラ・リッチ (Priscilla Rich)
プリシラ・リッチはワシントンD.C.の上流階級の出身で、劣等感に悩まされていた。ついには多重人格となり、鏡の前でチーターのコスチュームを着ると、それをアイデンティティーとして犯罪者となった。

### バーバラ・ミネルヴァ
本名：バーバラ・アン・ミネルヴァ (Barbara Ann Minerva)
バーバラ・ミネルヴァはノッティンガムシャーの名家に生まれ育ち、野心的な考古学の博士だった。あるアフリカ部族に興味を持ち、利己的な性格が災いして植物神ウルズカルタガ（Urzkartaga）の呪いを受け半獣半人となってしまう。そうして彼女はチーターというアイデンティティーとワンダーウーマンに匹敵するほどの身体能力を得た。

## 映画
ワンダーウーマン 1984 (2020年)
演 - クリステン・ウィグ
日本語吹替 -落合るみ
ダイアナ/ワンダーウーマンが勤務する博物館の研究員である鉱石学者。履き慣れていないヒールでつまづいたり、コミュニケーションを取るのが苦手な為に影が薄いなど、様々なコンプレックスを抱えているが、ホームレスの友人にお裾分けをするなど心優しい人物である。FBIが押収した盗難品の貴金属の鑑定を任されるも、その中に入っていた願いを叶える石にダイアナのようになりたいと願ってしまったことにより、魅力的な姿となるものの代償に優しさを失ってしまう。

## アニメ

### テレビ・ウェブ
ジャスティス・リーグ (2001年-2004年)
声 - シェリル・リー・ラルフ
ジャスティス・リーグ・アンリミテッド (2004年-2006年)
声 - シェリル・リー・ラルフ
バットマン:ブレイブ&ボールド (2008年-2011年)
声 - モリーナ・バッカリン
DCスーパーヒーロー・ガールズ (2015年-現在)
声 - アシュリー・エクスタイン、日本語吹き替え - 矢野亜沙美

### 長編アニメ
- スーパーマン/バットマン:パブリック・エネミー (2009年)
- ジャスティス・リーグ:ドゥーム（英語版） (2012年)
- JLA Adventures: Trapped in Time (2014年)
- Batman Unlimited: Animal Instincts (2015年)

## ゲーム
ジャスティス・リーグ Task Force
1995年に発売された対戦型格闘ゲーム。プレイアブルキャラクターとして登場。
DCユニバース・オンライン
声 - エイドリアン・ミシュラー
2011年に運営が開始された多人数参加型コンバットアクションオンラインゲーム(MMO)。
インジャスティス2
声 - エリカ・ラットレル
2017年に発売された対戦型格闘ゲーム。プレイアブルキャラクターとして登場。
レゴ®DCスーパーヴィランズ
声 - エリカ・ラットレル